# Patrik Auda
Patrik Auda, né le 29 août 1989 à Brno en Tchécoslovaquie, est un joueur tchèque de basket-ball. Il évolue au poste de pivot.

## Biographie
Au mois de mai 2020, il signe un pré-contrat avec Boulazac pour deux saisons supplémentaires,. Il rompt cependant cet accord au mois de juillet 2020 pour rejoindre les Corsaires de Yokohama (en) en B.League.